# Été de Vaour
 (juillet 2023).
La mise en forme du texte ne suit pas les recommandations de Wikipédia : il faut le « wikifier ».
Les points d'amélioration suivants sont les cas les plus fréquents. Le détail des points à revoir est peut-être précisé sur la page de discussion.
- Les titres sont pré-formatés par le logiciel. Ils ne sont ni en capitales, ni en gras.
- Le texte ne doit pas être écrit en capitales (les noms de famille non plus), ni en gras, ni en italique, ni en « petit »…
- Le gras n'est utilisé que pour surligner le titre de l'article dans l'introduction, une seule fois.
- L'italique est rarement utilisé : mots en langue étrangère, titres d'œuvres, noms de bateaux, etc.
- Les citations ne sont pas en italique mais en corps de texte normal. Elles sont entourées par des guillemets français : « et ».
- Les listes à puces sont à éviter, des paragraphes rédigés étant largement préférés. Les tableaux sont à réserver à la présentation de données structurées (résultats, etc.).
- Les appels de note de bas de page (petits chiffres en exposant, introduits par l'outil «  Source ») sont à placer entre la fin de phrase et le point final[comme ça].
- Les liens internes (vers d'autres articles de Wikipédia) sont à choisir avec parcimonie. Créez des liens vers des articles approfondissant le sujet. Les termes génériques sans rapport avec le sujet sont à éviter, ainsi que les répétitions de liens vers un même terme.
- Les liens externes sont à placer uniquement dans une section « Liens externes », à la fin de l'article. Ces liens sont à choisir avec parcimonie suivant les règles définies. Si un lien sert de source à l'article, son insertion dans le texte est à faire par les notes de bas de page.
- La présentation des références doit suivre les conventions bibliographiques. Il est recommandé d'utiliser les modèles {{Ouvrage}}, {{Chapitre}}, {{Article}}, {{Lien web}} et/ou {{Bibliographie}}. Le mode d'édition visuel peut mettre en forme automatiquement les références.
- Insérer une infobox (cadre d'informations à droite) n'est pas obligatoire pour parachever la mise en page.

Pour une aide détaillée, merci de consulter Aide:Wikification.
Si vous pensez que ces points ont été résolus, vous pouvez retirer ce bandeau et améliorer la mise en forme d'un autre article.
L’été de Vaour est une association culturelle qui œuvre depuis 1986 pour la diffusion de spectacles en milieu rural à Vaour dans le département du Tarn.

## Description
L'association promeut l’expression et la création artistique sous toutes ses formes, du théâtre au cirque en passant par la danse et la musique,,,.
L’histoire et l’identité de L’été de Vaour prennent ancrage à travers un festival éponyme de l’association initié par des amoureux du théâtre burlesque depuis plus de trois décennies à Vaour, village en campagne tarnaise. A l’écoute de son environnement et des enjeux territoriaux, l’association s’est professionnalisée au fil des années pour évoluer et développer ses activités. Elle mène aujourd’hui deux projets à part entière : un festival de spectacle vivant, « L’été de Vaour », où l’humour et la diversité des esthétiques sont à l’honneur et une saison culturelle,  Les Rendez-vous Culturels , dont la programmation s’organise principalement autour de résidence d’artistes. Dotée d’un théâtre de 200 places construit dans une ancienne Commanderie Templière à Vaour, l’association accueille tout au long de l’année des compagnies professionnelles du spectacle vivant pour leur permettre de créer, travailler, finaliser leurs spectacles.
Ces deux activités, l’une à rayonnement national, l’autre à dimension intercommunale, ont toutes deux vocations à favoriser une présence culturelle et à soutenir l’activité l’économique ainsi que les liens sociaux sur le territoire,,,.

## Histoire
L’été de Vaour est à l’origine un festival de théâtre burlesque ayant lieu début août en campagne tarnaise. Co-réalisé avec le Festival International des Clowns du Prato à Lille, dirigé par Gilles Defacque, sont montés notamment sur les planches de l'Eté de Vaour, Romain Bouteille, Yolande Moreau, Marc Jolivet, ce qui offrit dès ses débuts en 1986, une grande notoriété à l’événement. Rires au Pays était le slogan, les habitants en étaient les acteurs. La ligne artistique s’est élargie dans les années 2000 - comédies rurales, tragi-comédies, théâtre, cirque, clown, mime, théâtre d’objets, musique, danse, spectacles de rue, concerts - L’été de Vaour est devenu un festival où toutes les esthétiques artistiques sont représentées.
Au fil des années, le petit festival qui accueillait 1600 personnes lors de la première édition est devenu l’un des événements majeurs de Midi-Pyrénées avec près de 20 000 visiteurs en février 2013.

## Le festivalL'été de Vaour
De nombreux artistes ont participé au festival depuis ses débuts tels que : Yolande Moreau ; Marc Jolivet ; Jérôme Rouger ; Wally ; Syncopera ; Khod Breaker ; Fishtank Ensemble ; Smol ; Gustave Parking ; les Macloma; Bernardo Sandoval, etc..

## La saison culturelle
Développer les actions à l’année sur le territoire constitue un deuxième projet fort porté par l’association. Les rendez-vous culturels s’organisent autour de travaux d’artistes professionnels accueillis en résidence. C’est grâce au succès du festival que l’ancienne Commanderie templière de Vaour a pu être rénovée au moyen de financements publics dans les années 1990 donnant naissance à un théâtre. L’association a ainsi pu développer une programmation à l’année mettant l’accent sur sa mission d’intérêt général. Il s’agit de soutenir la création artistique et de proposer une véritable approche de l’art aux populations locales.
Cela passe par la mise à disposition du théâtre et l’accueil des compagnies et par l’organisation de rencontres entre les artistes et le public ; parce que la singularité artistique n’aboutit véritablement que dans l’œil du spectateur.
En 2012, L'été de Vaour a accueilli Barcella, le spectacle Texture de Muchmuche Company et "Que sont devenues nos colères" de l'A.M.G.C. En 2014, la compagnie du Morse est venue pour sa création Arbre M2TL ainsi que Le Boustrophédon, La compagnie OE, L'Émetteur Compagnie...

## La programmation du Festival depuis 1986
| Année | Spectacles | Concerts |
| ----- | --- | --- |
| 1986  | Romain Bouteille - Smol - Yolande Moreau - Snow White - Marc Jolivet - Le Bataclown - Les Clowns du Prato | |
| 1987  | Cie De Banane - Théâtre de L'Arc en Ciel - Bernard Fabre - Café De La Gare - Abdul Alafrez - Les Clowns du Prato - Speedy Banana - Bal de L'Été - Amédée Bricolo - Abel & Gordon - Smol | Trio Philippe Deschepper - Trio Philippe Tetard - Bengalo Nimbus "B.I.S" - Jean Marie Koltes                                                                                     |
| 1988  | Alain Sachs - Bolek Polívka - Le Prato - Amédée Bricolo - Speedy Banana - Douby - L'Institut de Jonglage - Habbe et Meik - Gustave Parking - Théâtre Nedjma - Smol et Koltes | Duo Philippe Lejeune - Ciel Mon Mari! |
| 1989  | Rufus - Nola Rae (en) - Janusz - Abel et Gordon - Bruno Frascone - Marc Jolivet - Carmelo Carcciato - Marina Rodriguez Tome - Les Fous à Réaction - André Rio-Sarcey - Mick.M et J.Megly - L'Entreprise - Les Privés | Bernardo Sandoval - Trio PL 17 - Bossalys |
| 1990  | Le Prato - Jordi Bertrand - Les Sardines - Cie Nessun Dorma - Les Fous à Réaction - The Right Size - Roberto Triccari - Cie Du Pélican - Christian Capezzone - Les Nouveaux Nez - Gardi Hutter - Cvoci - Maurice Baquet | Ducky Smokton - Chock A Block - Pig Meat - Sweat Mama |
| 1991  | Licedeï - Alain Sachs - Le Quatuor - Misère Sexuelle - Jordi Bertrand - Charley Bowers (Courts Métrages) - Howard Buten - Bob Berky - Smol - Carmelo/Crimet | Michel Besson/Marco Sierro - Oynak - Les Pires - The Big Mess Blues Band |
| 1992  | Elèves du Centre Nation des Arts du Cirque - Les Nouveaux Nez - Nikolaus - Charley Bowers - Les Macloma - Hélène Lemaire - Roger Germer - Atelier de Création Théâtrale - Timbre Poste - Yannick Jaulin - Shön et Smol - Musée Forain - Roland Schön - Cie B - Les Chiens Volants - Les Ravageurs - L'Institut - The Rigt Size | Bernardo Sandoval - Susan and The Visitors - David et Roselyn - Pierre Vassiliu                                                                                                  |
| 1993  | Le Petit Théâtre Baraque - Cartoun Sardines Théâtre - Cie Sortie de Route - Alain Lamontagne - Abel et Gordon - Amédée Bricolo - Théâtre Bouff' - Azimuth - Rufus - Cirkub'u - Cie Théâtre Muh - Pierre Maurice Nouvelle - Cie Donati Olesen | Juke - W.Schotte et Cie - Pig Mama - Danielle Hucq Quartette |
| 1994  | Wurre Wurre - Cie Porc Epic - Yves Hunstad - Nikolaus - Cie Joker - Jean Pico - Denis Wetterwald - Les Macloma - Les Désaxés - Les Pépins Paumes - Cie Masca - Paula Canal Y Julio Zurita - Marianne Sergent - Boyaba | Ducky Smokton - Daniel Antoine - Cartel Del Bario - Taraf De Carancebes - Habib Koité                                                                                            |
| 1995  | I Colombaïoni - Jean Pierre Bodin - Alexandre Von Sivers - Cie François Lazaro - TSF Dondore Theater - Cie Théâtre Provisoire - Jacques Bonnaffé - Alain Sachs - Le Prato - Théâtre Meschugge - Cie Popototal - Cartoun Sardines Théâtre - Laura Herts - Yannick Jaulin - Michel Macias et cie | Antonio Rivas - Lo'jo Triba - Castafiore Bazooka - Pig Meat - The Brasshoppers - Felix La Putaragne                                                                              |
| 1996  | L'Entreprise - Troupe Jumbo Mambo - Cie Jérôme Thomas - Pierre Maurice Nouvelle - Cie de L'Oiseau Mouche - Mireille Viti - Cartoun Sardines Théâtre - Théâtre Meschugge - Forman & Kolectiv - Clemence Massart - Groupe En/Vers Théâtre - Un Œuf is un Œuf - Cie du Tapis Franc - Extra Nix - Lacombe et Asselin | Vujicsics - Zic Zazou - Un Ange Passe - The Brasshoppers |
| 1997  | Laura Herts - L'Attrape Théâtre - Ton Und Kirschen Wandertheater - Les Amuse Girls - Martin Schwietzke - Groupe En/Vers Théâtre - BP Zoom - Les Théâtres de Cuisine - Rufus - Genre de Cirque - Les Micos - Cie Artus - Peter Wyssbrod - Carcara Producteur - L'apprentie Cie - Bolek Polivka - Los Galindos | Sabor Caribe - L'Attirail - Les Pires - Kilimandjaro |
| 1998  | Entresort Théâtre - Quarte Buccal - Wurre Wurre - Nikolaus - Mr et Mme Lacombe - Ces Dames Clownesses - Fuga Vitrine - Eve Bonfanti et Yves Hunstad - Jean Pierre Bodin - Les Théâtres de Cuisine - Emma - Nola Rae | Roberto Sorini - Two Timers - Serge Lopez - Mister Tea |
| 1999  | Damien Bouvet - Le Petit Théâtre Baraque - La Carriole - Cartoun Sardines Théâtre - Bruno Coppens - Flash Marionnette - Théâtre du Sablier - Cie Mr et Mme O - Cie Omnibus - Hélène Lemaire - Nikolaus - Cie Tael et Revital - Les Cousins - Cie Dust | Chicken Jerry And His Potatoes - La Rouquine du 1er - La Bedoune - The Brasshoppers                                                                                              |
| 2000  | Cie Jean Seraphin - Yannick Jaulin - Cie Turak - Théâtre Chignolo - Cie Smol - Les Bleus de Travail - Gustave Parking - Emmanuelle Devos - Théâtre du Sablier - Mireille Viti - Cie Le Phenix - Cie Marti Atanasiu - Cie Vent D'Autan - Fawét Al Aiedt | Zaragraf - Daniel Hélin - Dezoriental - Foofango |
| 2001  | Théâtre d'un Jour - Baro d'Evel Cirk Compagnie - Cie Les Menus Plaisirs du Roi - Théâtre Loyal du Trac - Théâtre du Mouvement - Chantier Théâtre - Cie Exquis Mots - Cie Flex - Le Polichineur de Tiroir - Cie à L'Envers - Cie L'Agit - Cie Léandre Claire - Michele Nguyen - Cie Des Pas en Rond - Danvoy - Les Amuses Girls | Les Pistons Flingueurs - Hi Bopska - Les Biodégradés - Kalone |
| 2002  | L'Illustre Famille Burattini - Cie Witloof - En Votre Compagnie - Eric Toulis - Cie Jordi Bertrand - Philippe Grandhenry - La Fabrique des Arts d'à Côté - Cie La Bonaventure - Les Trois Jeanne - Okidok - Carmelo - Cie 12 Balles dans la Peau - Le Mage Perrotin - Théâtre du Mouvement - Bonaventure Gacon - Carmelo Rt Perrotin - Les Z'Animos - Wally | Arret Joke Band - Oriental Cabaret - Tobrogoï - Michel Macias Duet & Quartet |
| 2003  | Les Elèves du Lido Descendent dans la Rue - Cie Histoire D'Eux - Julie Font - Cie Sacekripa - Théâtre Artistic Athevains - Cie Polychimeres - Claire Gerard - Cie Lyrique Générale de France - Cie Ailleurs C'est Ici - Théâtre du Lin - Abel et Gordon - Cie 4L12 - Illico - Fred Tousch - Elliot - Cie Gare Centrale - Pépito Matéo - Cie Mungo - Théâtre du Chien Écrasé - La Fabrique Imaginaire - Cie Contre Pour - Cie Vaniscotte et A.Buffet - Ton Und Kirschen | Le Chauffeur est dans le Pré - Laïtchik - Erik Sanka - The Incontinentals - Prisca                                                                                               |
| 2004  | Barbara Melois - Mazout et Neutron - L'Act'al - La Friture Moderne - Théâtre du Sablier - Petit Théâtre Baraque - Étienne Van Der Belen - Panach'Club - Nola Rae (en) - Vincent Roca - Cie Attention Fragile | Mazalda - Curcuma - La Friture Moderne - Rawdog |
| 2005  | Cie Zampanos - Bertrand Foly et Edith Henry - Gabriel Chame - Trinidad - Cie Max Eyrolle - Pierre Aucaigne - Théâtre de l'Utopie - Pierre Ascaride - Cie L'Intestine - Opéra Eclate - Cie Sycoum Circ Socier - Mathieu Levavasseur - Cie Le Voyageur Debout - Cie La Vache Libre - Bernard Massuir - Cie Prêt à Porter - La Friture Moderne - Les Bons Becs | Mango Gadzi - L'Air de Rien - Pulcinella - A Bout D'Souffle - Heleno Dos 8 Baixos                                                                                                |
| 2006  | Théâtre La Cavale - Le Fil Gourmand Dévoile Votre Talent - Les Bons Becs - Yanowki et Parker - Bruno Coppens - Roland Schön - Dynamogene - Théâtre de La Licorne - Le Petit Théâtre de Pain - Cie Jérôme Thomas - Clémence Massart - Cie Les Renversés - Lukasz Areski - Michel Nguyen - Armelle - Puppet Night - François-Xavier Demaison | Tous Dehors - Les Fils du Poisonniers - Le Gros Tube - Les Grandes Bouches - Les Jazpilleurs - Les Castafiores Bazooka - Les Pistons Flingueurs - Lous Astiaous                  |
| 2007  | Rafistol - Julien Cottereau - Cie Voix Off - Cie Un Pas de Côté - Vincent Roca - Rachid Bouali - Wally - 3 BC Cie - Théâtre du Terrain Vague - Footsbarn Travelling Theatre - L'armée du Chahut - Le Boustrophedon - Xavier Mortimer - Zone Libre - Gérard Morel... et les garçons qui l'accompagnent - Cie Messieurs Mesdames - Les Excentrices | Shaolin Temple Defenders - Bossa Tres - Oncle Strongle - Les Figues de Barbarie - Louisana - No Water Please - Le Chameau - Paco Diola BI                                        |
| 2008  | Cie Créature et Sha - Les Flamiches Noirs - Luc Chareyron - Cie Sycoum Circ Sorcier - Cridacompany - Théâtre Group - Didier Porte - Cie Opus - Maria Dolores y Los Crucificados - Les Videophages - Jérôme Rouger - Cie de L'Hyperbole à 3 Poils - Jackie Star - Eric Lecomte | Compagnie Mohein - Ness El Hiya - Loli Pabai - No Mad Band - La Casa Bancale - KKC Orchestra - Jeff Zima - Gotham Ct                                                             |
| 2009  | La Ménagerie - Cie Areski - Cie Yi Fan - Cie Fet A Ma - Cridacompany - Théâtre à Cru - Cie Singulières - Fred Tousch - Elsa Gelly - Cie Toi D'Abord - Franck Lepage - La Volga, La Cie M. et Mme. O & La Cie Homo Ludens - L'Oiseau Bleu - Jean-Jacques Vanier - Manu Galure - Gérard Potier - Cie Ah Oui! - Le Montreur - Patrik Cottet-Moine - Cartoun Sardines Théâtre - Tête Beche - Sam Suffi - Pierre Fatus | Ziveli Orkestar - Awek - Chico Trujillo - La Scana Del Domingo - Les Vieilles Pies - Khod Breaker - El Gafla - Fanfare Eyo'nle                                                   |
| 2010  | Cie Point D'arie/Carlos Nogaledo - Le Lido Descend dans la Rue - La Fabrique Imaginaire - Patrice Thibaud et Philippe Leygnac - Ipi Lido - Okidok - Khalid K - François Rollin - François Bouille - Julie Font - François Michel Van Der Rest - Vincent Roca - Cie Tout'Azimut - Cie La Grosse Situation - Makadam Kanibal - Les Zampanos - Nicolas Quetelard et Heloïse Biseau - Frédéric Naud et Jeanne Videau - Atelier de Mécanique Générale Contemporaine - L'Apprentie Cie - Cie Le Biphase - Lise Pauton - Yvo Mentens | Prowpuskovic - La Fanfare en Pétard - Ocho y media - Mango Gadzi - La Rotule 50's - Syncopera                                                                                    |
| 2011  | Basile Robert - Marvelous Transfo - TJP Strasbourg / CDN d'Alsace - Cie Sacekripa - Isabelle Dubois - Cie Volubilis - Cie Barolosolo - Cie Pupella Nogues - Les Oreilles Rouges - Cie Silvouplait | Les Monstroplantes - Madeleine Besson - Syncopera - Charlie Allstar And The Flabab Summit Twingo - Du Bartas - Kassla Datcha - Yaya Dembele - MP1.2 - Gadjo - Les yeux d'la tête |
| 2012  | Cie Victor B - Muchmuche Company - Jérôme Rouger - La Famille Goldini - Cie Les Vagabonds - Cie La Chaussure Noire - Cie Les Krilati - Cie Sacekripa - Denis Rey - Cartoun Sardines Théâtre - Cie Les Cyranoïaques - Cie Oui Bizarre - Cie Microsillon - Le Montreur - Tony Clifton Circus - Cabaret Zigue Zigue - Le Bazar Roulant | Silverio Pessoa - Funky Style Brass - Les Fils de Teuhpu - Hot Dogz - Dounshaq - Kaland'ô - The Banyans - Fishtank Ensemble - Elektric Geïsha - Sem De Caors - Ziveli Orkestar   |
| 2013  | Cie ARESKI "Millefeuilles" - NICOLAS BONNEAU "Sortie d'usine" et "Inventaire 68, un pavé dans l'histoire" - Cie LA MARTINGALE "Pourquoi les poules préfèrent être élevées en batterie ?" - Cie PUPELLA NOGUES "UBU(s)" - CIE LES CHARENTAISES DE LUXE "Déserteurs !" - Cie THÉ À LA RUE "A Vendre" et "La Succulente histoire de Thomas Farcy" - Cie Olt Up / ROBERTO TRICARRI "Tombé de la lune" et "Cartoons Circus" - Cie TUTTI TROPPO "le Gai Savoir du Clown" - Le GRANDILOQUENT MOUSTACHE POESIE CLUB - LA GROSSE SITUATION "Voyage Extra-Ordinaire" - PEPITO MATEO "Sans les mains et en danseuse" et "Pepito Solo" - ALBA TROS "Louche / pas Louche ?" - LEANDRE "Chez Leandre" | SONEROS DEL CARIBE - COTTON BELLY'S - NADARA GYPSY BAND - EZZA - AZAD LAB - EL GATO NEGRO - EL COMUNERO - LES DESSOUS DE LA VIE                                                  |
| 2014  | Victo Betti avec le Bazar Roulant - Cridacompany "Manana es Manana" - Hélène Ventoura "Tout un monde" - Wurre Wurre - Paolo Nani "La Lettre" - La Main s'affaire " all right !" - Théâtre du Mouvement "Ce corps qui parle" - Helmut von Karglass "Défilé de Haute Culture" - Maria Dolores "La Passion selon Maria" - Les Oreilles Rouges - Collectif Prêt à Porter "Droit dans le mur" - Les Chiennes nationales "La Vie devant soi" - Cie 220 Vols "Larsen" - Le Circ' Hulon "Le Kiosque à Mézigue - Les Lubies "Ubu Roi, Vrout" - Les Têtes d'affiche "Cirque s'lex'n sueur" | Danguba (annulé) - Opium du Peuple (annulé) - Serge Lopez Trio - Jur - Billy Hornett - Alfie Ryner - Délinquante - Little Balouf                                                 |
| 2015  | Adell Nodé-Langlois "Antigone, monologue clownesque" - Cie Tempo d'laballe "Remember" - Cie Kaktus "Lopido" - Cie Bal et en 1re partie Marianna de Sanctis "La Poème, pièce courte" et "Un Momento" - Raoul Lambert "In Caravane With Raoul" et "Titre définitif* (*titre provisoire)" - Sacékripa "Marée basse" - Popul'art "Martine, tarot de cuisine" - Les 3 points de suspension "Nié Qui Tamola" - Lucie B. "L’Écrivain public de cartes postales" et "Dites-le avec un clown", Cie Mmm "La Famille vient en mangeant" - Cie de l'autre "Tout le monde peut en cacher un autre" et "Mon toit du monde à moi c’est toi" - Cie La Martingale "Rubato" - Les Güms "Stoïk" - Le Lido "Hierdemain"                                                                                             | Jim Murple Memorial (annulé) - The Party - Doc Mad - Jeff Zima and co - Marianne Aya Omac                                                                                        |
| 2016  | Cie L'immédiat/Camille Boitel "L’homme de Hus" - Cie Partis pour tout faire "T’as ka dire" - Cie Mmm "G.R.A.I.N. - Histoire de fous" - Ludor Citrik "Je ne suis pas un numéro" - Olivier Debelhoir "Un soir chez Boris" - Grand Colossal Théâtre "Batman contre Robespierre" - La Cie Singulière "ApartéS" - Oups Cie "Le cœur au bord des lèvres" & "Rose ébène" - Cie Bruitquicourt "The King Of The Kingdom" - Arsène Folazur - Raoul Lambert "Titre définitif* (*Titre provisoire)" - Carnage Productions "Ma vie de grenier" - Cie La Boca Abierta "Une aventure" - Cie Le Ressort "Ça commence (mais ça doit finir à la fin)" - Cie Non Négociable "Mireille : chanson seule ou mal accompagnée" - Trilces Théâtre "All’Arrabbiata" - Cie Avec des géraniums "Après moi le déluge"        | ¡Ojalá! - The Mitchi Bitchi Bar - Jim Murple Memorial - Aälma Dili - Entre Dos Aguas - Tiwiza - Lavach'                                                                          |
| 2017  | Cridacompany "Mama, Papa Carnaval" - Turak Théâtre "Chaussure(s) à son pied" & "Parades nuptiales en Turakie" - Moquette Production "Mange tes ronces" - Tide Company "Fuite" Cie OpUS "La Veillée" - Typhus Bronx "Le délirium du papillon" - Théâtre Pépite "Six pieds sur terre" - L'apprentie Compagnie "Rira bien qui rira"- Cie Le Périscope "Les Forains" - Le cabaret intime de Cridacompany - Cie Figure libre "Y a plus de saison !" - Mike Starnight "Rock machine" - Cie Sans Gravité "Prélude pour un poisson rouge" - Cie Girouette "Ce ne sera pas long" - Cie la Conserverie "La Tête en confiote" - Ces dames qui disent et Cie "The Pousterl's" - Collectif Agonie du palmier "Be fioul" - Cie Quand les moules auront des dents "Germaine et Germaine" - Cie Dr Troll "Pépé" | Ezza - Monsieur Le Directeur - Mike Love - Houma - Yelé - Watusi - Sofaz - Grob - Jared Grant - Radix                                                                            |